# Conflito bandoleiro na Nigéria

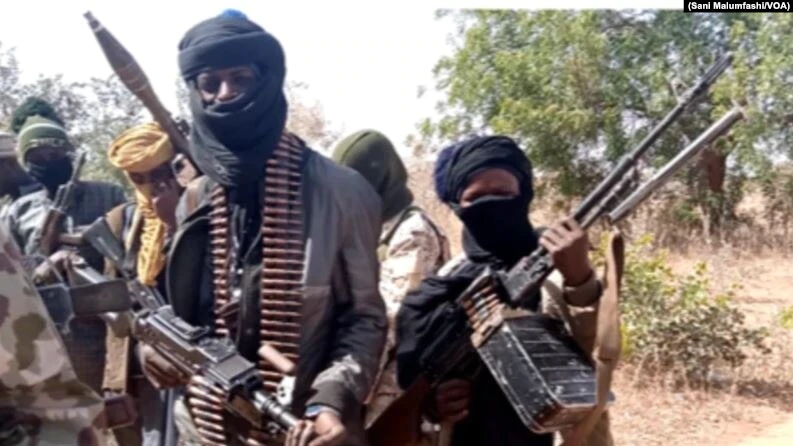
Um grupo de guerrilheiros nigerianos.

O conflito bandoleiro no noroeste da Nigéria é um conflito em andamento entre o governo do país e várias gangues e milícias étnicas. Começando em 2011, a insegurança resultante pelo conflito entre os grupos étnicos Fulani e Hausa criou uma janela de oportunidade para a formação e enraizamento de grupos criminais e jihadistas na região.

## Origem
A origem do conflito bandoleiro pode ser traçada ao conflito entre agricultores e pastorialistas que atravessam a Nigéria. O declínio ambiental que resulta na escassez de água e terra arável levou à intensa competição entre comunidades por esses recursos limitados. Desemprego, pobreza em larga escala e um governo local fraco possibilitaram um crescente setor de pessoas desesperadas transitando por atividades criminais para ganhar uma renda. Grandes áreas de florestas possibilitam esconderijos e a formação de campos para os grupos. As forças de segurança tem sido incapazes de acessar essas áreas cobertas.

## Intensificação
A insegurança, desertificação, e uma possível influência jihadistas tornaram possível uma ascensão de ataques na região. Tráfico de armas em larga escala possibilitaram o acesso de armas pesadas por parte de grupos criminosos, insentificando as fatalidades resultantes dos ataques. Forças de segurança locais e federais sub-equipadas, em adição às dificuldades de locomoção no terreno, fazem das ações de ofensiva na floresta perigosas e suscetíveis a emboscadas. A inabilidade do governo em lidar efetivamente com o problema possibilitou o crescimento da região de atuação desses grupos.

## Sequestros
Bandoleiros na Nigéria possuem vários meios de conseguir dinheiro. Eles invadem cidades e vilarejos em motocicletas para realizar saques e sequestros, matando as pessoas que resistem. Sequestros são uma das operações mais lucrativas desses grupos, chegando à cobrar milhões de nairas pelo resgato. Entre 2011 e 2020, os nigerianos tiveram que pagar pelo menos 18 milhões para libertar familiares e amigos.

## Tráfico de armas
Armas ilegais são prevalente no noroeste da Nigéria, grupos bandoleiros também controlam minas de ouro, cuja produção usam para comprar mais armas no mercade interno e internacional. Se estima a existência de 60.000 armas ilegais em circulação no noroeste da Nigéria. A fronteira norte da Nigéria tem uma fraca segurança, com apenas 1,950 policiais em toda fronteira, o que facilita o tráfico na região.[carece de fontes?]

## Beligerantes
Apenas no estado de Zamfara existem pelo menos 30.000 membros de grupos bandoleiros e 100 campos.

## Refugiados
Pelo menos 247,000 foram deslocadas e 120 vilas foram destruindo pela atividade bandoleira na região noroeste da Nigéria. Pelo menos 77.000 dos deslocados foram forçados para a região Maradi no Niger onde ataques através da fronteira continuam. Pelo menos 11.320 refugiados foram realocados com sucesso.

## Linha do tempo

### Operações do governo nigeriano

#### Operação Harbin Kunama
Em 8 de julho de 2016, o presidente Muhammadu Buhari anunciou que as forças armadas da Nigéria lançariam uma operação militar nomeada Operação Harbin Kunama, a operação seria realizada por 223 batalhões blindados da 1 Divisão Mecanizada. A operação tinha como alvo grupos bandoleiros na floresta de Dansadau. Nos dias anteriores ao anúncio, os comboios carregaram equipamentos militares para o estado de Zamfara, incluindo tanques e veículos blindados de combate. A primeira ação seria realizada dias depois.

#### Operação Sharan Daji
Começando no início de 2016, a Operação Sharon Daji foi uma operação militar realizada pelas forças armadas nigerianas contra os grupos bandoleiros. Foi conduzida por 31 brigadas de artilharia e 2 batalhões da 1 divisão mecanizada. Em março de 2016, 35 bandoleiros foram morrtos, 36 armas tomadas, 6,009 animais recuperados, 49 campos bandoleiros foram destruidos, e 38 bandoleiros capturados.

#### Operação Accord
Em 5 de junho, 2020, as forças armadas da Nigéria lançaram a operação Accord, estabelecendo a Joint Task Force de vigilantes e tropas do 312 regimento de artilharia. Uma ofensiva aérea e terrestre lançada no mesmo dia anunciou a morte de 70 bandoleiros. A operação resultou na destruição de múltiplos campos bandoleiros.

### Grandes ataques bandoleiros

#### 2020
- 18 de abril, ataque em Katsina
- 11 de dezembro, sequestros em Kankara

#### 2021
- 24–25 de fevereiro , ataques em Kaduna and Katsina
- 26 de fevereiro, sequestros em Zamfara
- 11 de março, sequestros em Afaka
- 20 de abril, sequestros na Greenfield University
- 3 de junho, massacre em Kebbi
- 11–12 de junho, ataque em Zurmi
- 14 de junho, seuquestros em Kebbi
- 5 de julho, sequestros em Chikun

#### 2022
- Massacre em Zamfara - ocorrido na primeira semana de janeiro, estima-se que 200 pessoas foram assassinadas e 10.000 estão deslocadas após um ataque bandoleiro, que por sua vez foi realizado após um ofensiva militar aéres contra os campos bandoleiros. [16]